# Les Veufs
Les Veufs est un roman policier français de Boileau-Narcejac paru en 1970 chez Denoël dans la collection Sueurs Froides.

## Résumé
Par jalousie maladive, mais aussi par sottise, Serge Markine, écrivain méconnu et acteur raté, assassine Méryl qu'il croyait à tort être l'amant de sa femme Mathilde. La victime, un couturier de renom, n'était en fait que le patron de Mathilde avec qui il préparait en secret une nouvelle collection. Serge Makine doit maintenant échapper à la police, mais au même moment, Les Amours, son dernier roman, décroche un prestigieux prix littéraire. 
Peu après, Mathilde se tue dans un accident de voiture et Serge est grièvement blessé. Quand il reprend conscience à l'hôpital, il découvre qu'un inconnu s'est fait reconnaître comme l'auteur du roman primé. Et cet imposteur a même le culot de lui téléphoner pour lui enjoindre d'en écrire avec lui l'adaptation cinématographique.